# Dębina (powiat prudnicki)
Dębina (dodatkowa nazwa w j. niem. Dambine) – wieś w Polsce, położona w województwie opolskim, w powiecie prudnickim, w gminie Biała. Historycznie leży na Górnym Śląsku, na ziemi prudnickiej. Położona jest na terenie Kotliny Raciborskiej, będącej częścią Niziny Śląskiej.
W latach 1975–1998 miejscowość należała administracyjnie do ówczesnego województwa opolskiego.
Według danych na 2004 wieś była zamieszkana przez 113 osób. Wieś nie występuje w GUS jako jednostka spisowa.

## Geografia

### Położenie
Wieś jest położona w południowo-zachodniej Polsce, w województwie opolskim, około 12 km od granicy z Czechami, w zachodniej części Kotliny Raciborskiej, tuż przy granicy gminy Biała z gminą Strzeleczki (powiat krapkowicki). Należy do Euroregionu Pradziad.

### Środowisko naturalne
W Dębinie panuje klimat umiarkowany ciepły. Średnia temperatura roczna wynosi +8,4 °C. Duże zróżnicowanie dotyczy termicznych pór roku. Średnie roczne opady atmosferyczne w rejonie Dębiny wynoszą 611 mm. Dominują wiatry zachodnie.

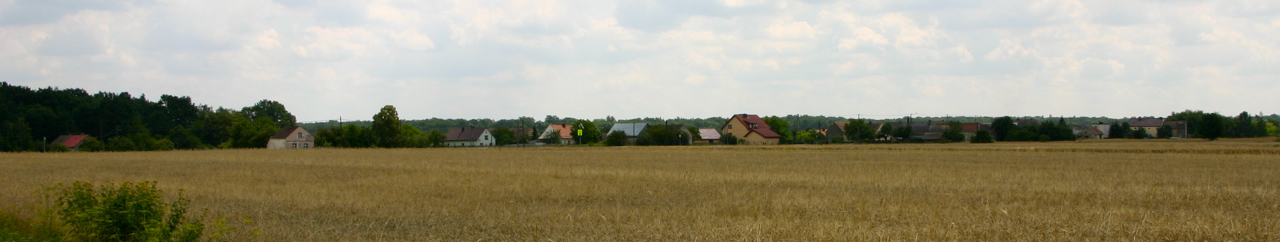
Panorama Dębiny

## Nazwa
W opracowanej w 1971 przez Powiatowy Inspektorat Statystyczny w Prudniku Statystycznej charakterystyce miejscowości w gromadach powiatu prudnickiego, miejscowość została wymieniona pod nazwą Dębina.
W historycznych dokumentach nazwę miejscowości wzmiankowano w różnych językach oraz formach: Dambina (1784), Dambine, Kol. von Loncznik (1845), Dambine-Hutung (1930), Dębina (Dambine) – Klein Eichen (1939), Dębina – Klein Eichen (Dambine), os. (1951), Dębina, -ny (1980).
W gwarach prudnickich nazwa miejscowości występuje jako Dymbina lub Dãmbina (odmiana: dzie miyszkył? na Dymbinie, na Dãmbinie; na Dymbinã, na Dãmbinã; miyndzy Prudnikã, a Dymbinył, Dãmbinył).

## Historia
Miejscowość powstała około 1760, w miejscu nazywanym w średniowieczu Żabiogura w pobliżu dębowego lasku. W połowie XVIII wieku mieściły się tam piece do wypalania cegły i dachówek. Pierwsze wzmianki o wsi (Klein Eichen, Dambine) pochodzą z 1784. Zabudowa wsi uformowała się wzdłuż drogi z Prudnika do Opola.

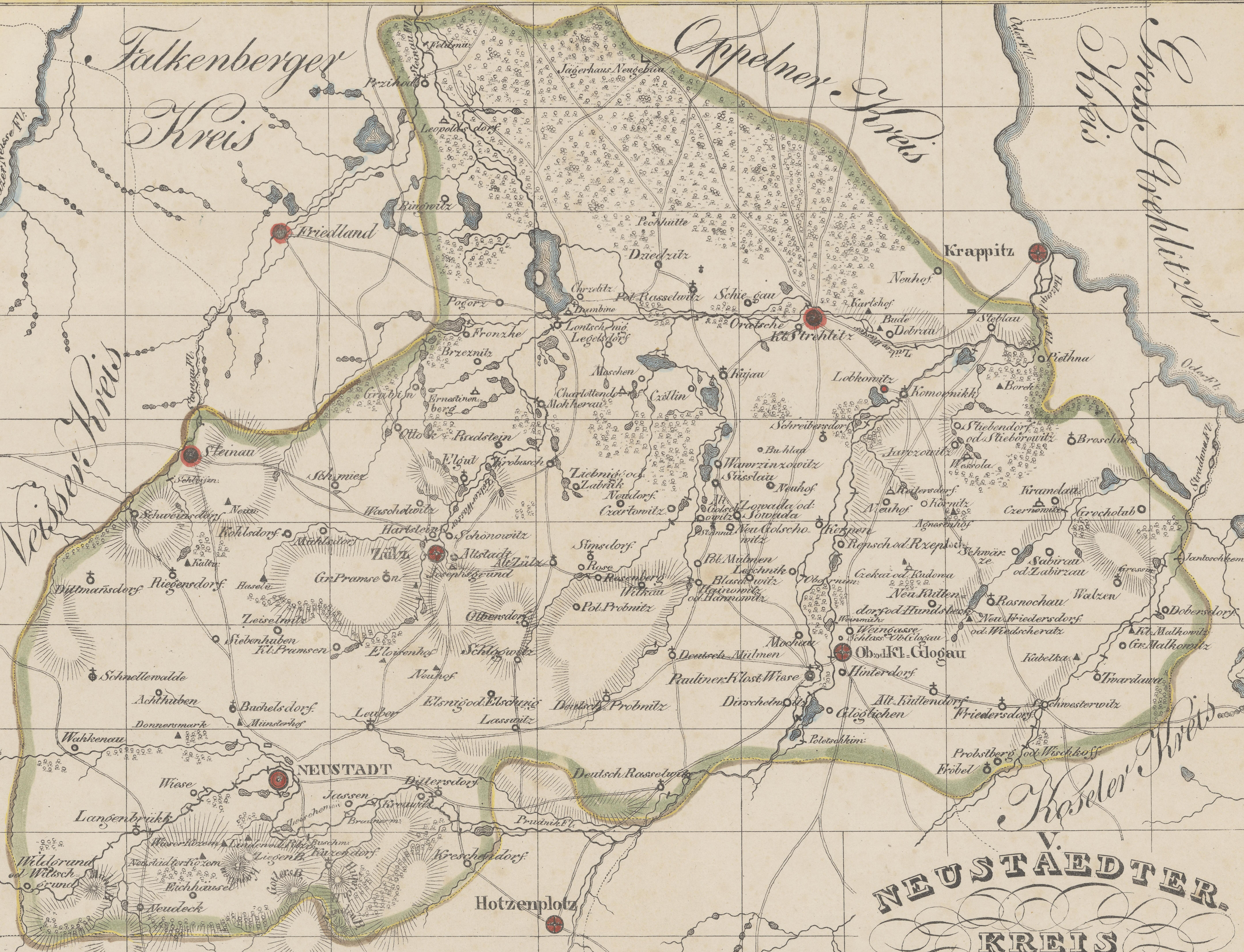
Dębina (Dambine) wśród miejscowości ziemi prudnickiej na mapie z XIX wieku

W czasie II powstania śląskiego do Dębiny dowieziono koleją polskie oddziały powstańcze z głębi Śląska. W 1921 w zasięgu plebiscytu na Górnym Śląsku znalazła się tylko część powiatu prudnickiego. Dębina znalazła się po stronie wschodniej, w obszarze objętym plebiscytem.
Podczas II wojny światowej, w 1942 nadleśnictwo w Chrzelicach zatrudniło ośmiu angielskich żołnierzy, którzy dostali się do niewoli walcząc w Afryce Północnej i byli internowani w obozie jenieckim w Łambinowicach, do pracy w składnicy drewna przy dworcu kolejowym w Dębinie. Od marca do maja 1945 powiat prudnicki znajdował się pod kontrolą radzieckiej komendantury wojskowej. 11 maja 1945 polska administracja przejęła władzę cywilną w powiecie prudnickim.
1 października 1948 r. nadano miejscowości, wówczas administracyjnie związanej z Łącznikiem, polską nazwę Dębina. W latach 1945–1950 Dębina należała do województwa śląskiego, a od 1950 do województwa opolskiego. W spisie gromad i miejscowości w powiecie prudnickim na dzień 1 stycznia 1953 wymieniono Dębinę jako przysiółek Łącznika. Według podziału administracyjnego województwa opolskiego na dzień 31 sierpnia 1964, Dębina, jako przysiółek Łącznika, należała do gromady Łącznik. W 1966 w przysiółku mieszkało 206 osób. W 2013 wieś była zamieszkana przez 93 osoby.

### Przynależność państwowa i administracyjna
| Okres     |                                                                                | Państwo               | Zwierzchnictwo               | Jednostka administracyjna                                                |
| --------- | ------------------------------------------------------------------------------ | --------------------- | ---------------------------- | ------------------------------------------------------------------------ |
| 1760–1806 |                                                                                | Królestwo Prus        | Święte Cesarstwo Rzymskie    | kamera wrocławska, departament wrocławski, powiat prudnicki              |
| 1806–1815 |                                                                                | Królestwo Prus        | Królestwo Prus               | kamera wrocławska, departament wrocławski, powiat prudnicki              |
| 1815–1871 | prowincja Śląsk, rejencja opolska, powiat prudnicki                            | Królestwo Prus        | Królestwo Prus               |                                                                          |
| 1871–1918 | Cesarstwo Niemieckie                                                           | Cesarstwo Niemieckie  | Cesarstwo Niemieckie         | Królestwo Prus, prowincja Śląsk, rejencja opolska, powiat prudnicki      |
| 1918–1919 |                                                                                | Republika Weimarska   | Republika Weimarska          | Wolne Państwo Prusy, prowincja Śląsk, rejencja opolska, powiat prudnicki |
| 1919–1933 | Wolne Państwo Prusy, prowincja Górny Śląsk, rejencja opolska, powiat prudnicki | Republika Weimarska   | Republika Weimarska          |                                                                          |
| 1933–1938 | Wolne Państwo Prusy, prowincja Górny Śląsk, rejencja opolska, powiat prudnicki | III Rzesza            | III Rzesza                   | III Rzesza                                                               |
| 1938–1941 | Wolne Państwo Prusy, prowincja Śląsk, rejencja opolska, powiat prudnicki       | III Rzesza            | III Rzesza                   | III Rzesza                                                               |
| 1941–1945 | Wolne Państwo Prusy, prowincja Górny Śląsk, rejencja opolska, powiat prudnicki | III Rzesza            | III Rzesza                   | III Rzesza                                                               |
| 1945–1946 |                                                                                | Rzeczpospolita Polska | Rzeczpospolita Polska        | Okręg I (Śląsk Opolski)                                                  |
| 1946–1950 | województwo śląskie, powiat prudnicki, gmina Łącznik                           | Rzeczpospolita Polska | Rzeczpospolita Polska        |                                                                          |
| 1950–1952 | województwo opolskie, powiat prudnicki, gmina Łącznik                          | Rzeczpospolita Polska | Rzeczpospolita Polska        |                                                                          |
| 1952–1954 | województwo opolskie, powiat prudnicki, gmina Łącznik                          |                       | Polska Rzeczpospolita Ludowa | Polska Rzeczpospolita Ludowa                                             |
| 1954–1973 | województwo opolskie, powiat prudnicki, gromada Łącznik                        |                       | Polska Rzeczpospolita Ludowa | Polska Rzeczpospolita Ludowa                                             |
| 1973–1975 | województwo opolskie, powiat prudnicki, gmina Łącznik                          |                       | Polska Rzeczpospolita Ludowa | Polska Rzeczpospolita Ludowa                                             |
| 1975–1989 | województwo opolskie, gmina Biała                                              |                       | Polska Rzeczpospolita Ludowa | Polska Rzeczpospolita Ludowa                                             |
| 1989–1998 | województwo opolskie, gmina Biała                                              | Polska                | Rzeczpospolita Polska        | Rzeczpospolita Polska                                                    |
| od 1999   | województwo opolskie, powiat prudnicki, gmina Biała                            | Polska                | Rzeczpospolita Polska        | Rzeczpospolita Polska                                                    |

## Mieszkańcy
Miejscowość zamieszkiwana jest przez mniejszość niemiecką oraz Ślązaków. Mieszkańcy wsi posługują się gwarą prudnicką, będącą odmianą dialektu śląskiego.

## Gospodarka
W Dębinie siedzibę ma firma Malarstwo Tapeciarstwo Neugebauer Jan, zrzeszona w Cechu Rzemieślników i Przedsiębiorców w Prudniku.

## Transport

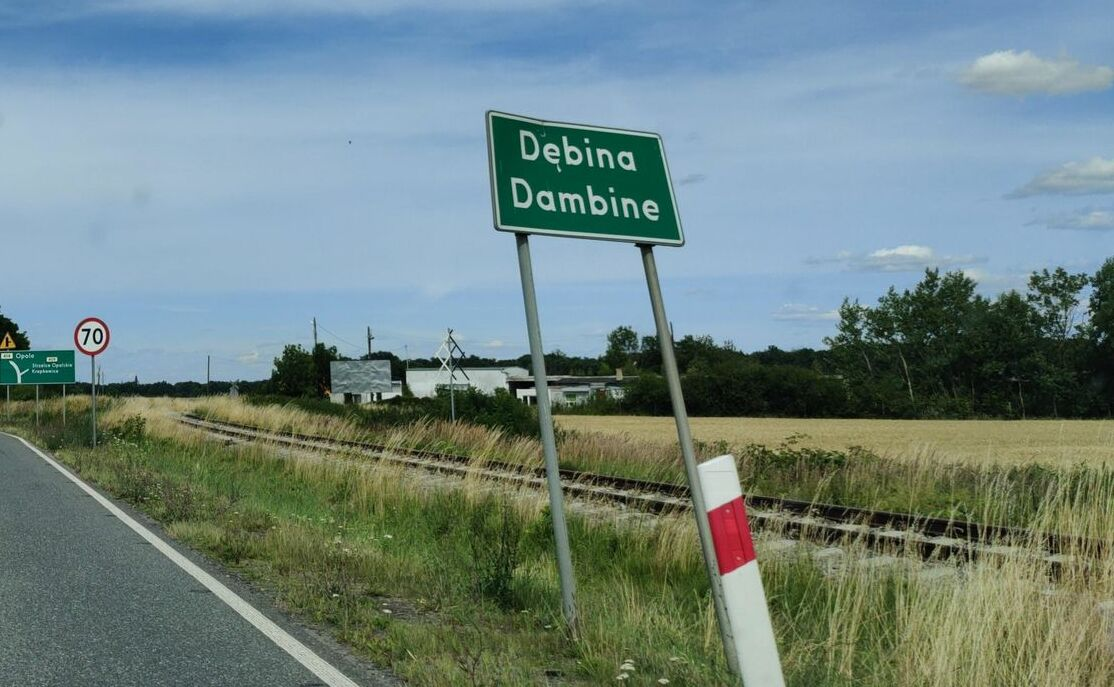
Tablica z podwójną nazwą przed wjazdem do Dębiny od strony Prudnika

### Transport drogowy
Przez Dębinę przebiegają drogi wojewódzkie:
- 409 Dębina – Strzelce Opolskie
- 414 Prudnik – Opole

### Transport kolejowy
Nieczynna stacja kolejowa Łącznik w Dębinie znajduje się przy ul. Głównej. Najbliższa czynna stacja kolejowa znajduje się w Prudniku.
Lokalni przedsiębiorcy i właściciele majątków ziemskich zawiązali w 1895 spółkę Kolej Prudnicko-Gogolińska z siedzibą w Prudniku, której celem stała się budowa linii lokalnej z Prudnika do Gogolina. Linia kolejowa nr 306 relacji Prudnik – Goglin została oddana do użytku w 1896. Powódź w 1997 zniszczyła most na Odrze w Krapkowicach, uniemożliwiając dojazd do Gogolina. W 2005 ruch na linii 306 został zawieszony. Zmodernizowana do celów towarowych linia relacji Prudnik – Krapkowice została oddana do użytku w 2016. Na bocznicy między składem militarnym w lesie koło Strzeleczek a Prudnikiem odbywa się wojskowy ruch transportowy.

### Transport autobusowy

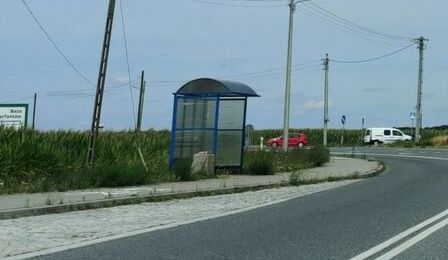
Przystanek autobusowy

Dębina posiada połączenia autobusowe z Białą, Głuchołazami, Krapkowicami, Opolem, Prudnikiem, Strzeleczkami, Złotnikami. We wsi znajdują się dwa przystanki autobusowe – „Dębina”, „Dębina I”.
Transport autobusowy w Dębinie obsługiwany był przez PKS Prudnik. W 2004 prudnicki PKS został sprywatyzowany z udziałem Connex Polska. W 2008, w wyniku połączenia spółek PKS Connex Prudnik i PKS Connex Kędzierzyn-Koźle, utworzona została spółka Veolia Transport Opolszczyzna, w 2013 przejęta przez Arriva Bus Transport Polska. W 2019 Arriva wycofała się z Prudnika. Wówczas organizacją przewozów pasażerskich w Dębinie i okolicy zajęły się ościenne PKS-y. W grudniu 2021 powołano Powiatowo-Gminny Związek Transportu „Pogranicze”, mający na celu poprawę jakości transportu.

### Transport rowerowy

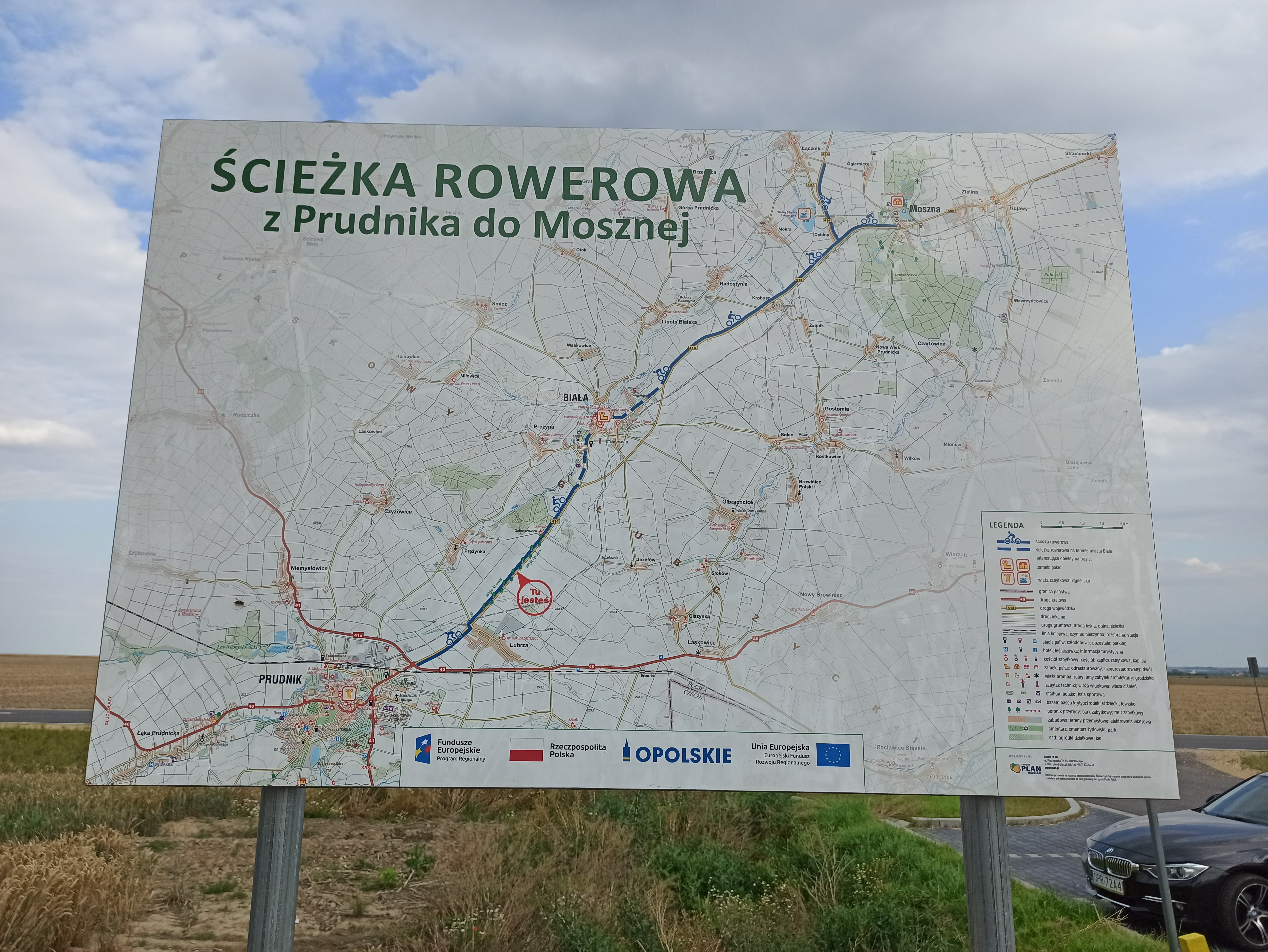
Tablica informacyjna dotycząca Ścieżki rowerowej z Prudnika do Mosznej przebiegającej przez Dębinę

W 2020 ukończono budowę ścieżki rowerowej z Prudnika do Mosznej, przedłużonej w 2021 do Zieliny. Ścieżka długości ponad 20 km zaczyna się w Prudniku przy rondzie im. Stanisława Szozdy i prowadzi wzdłuż dróg wojewódzkich nr 414 i 409 przez Lubrzę, Dobroszewice, Białą, Krobusz, Dębinę i Moszną, kończąc się w Zielinie.

## Religia

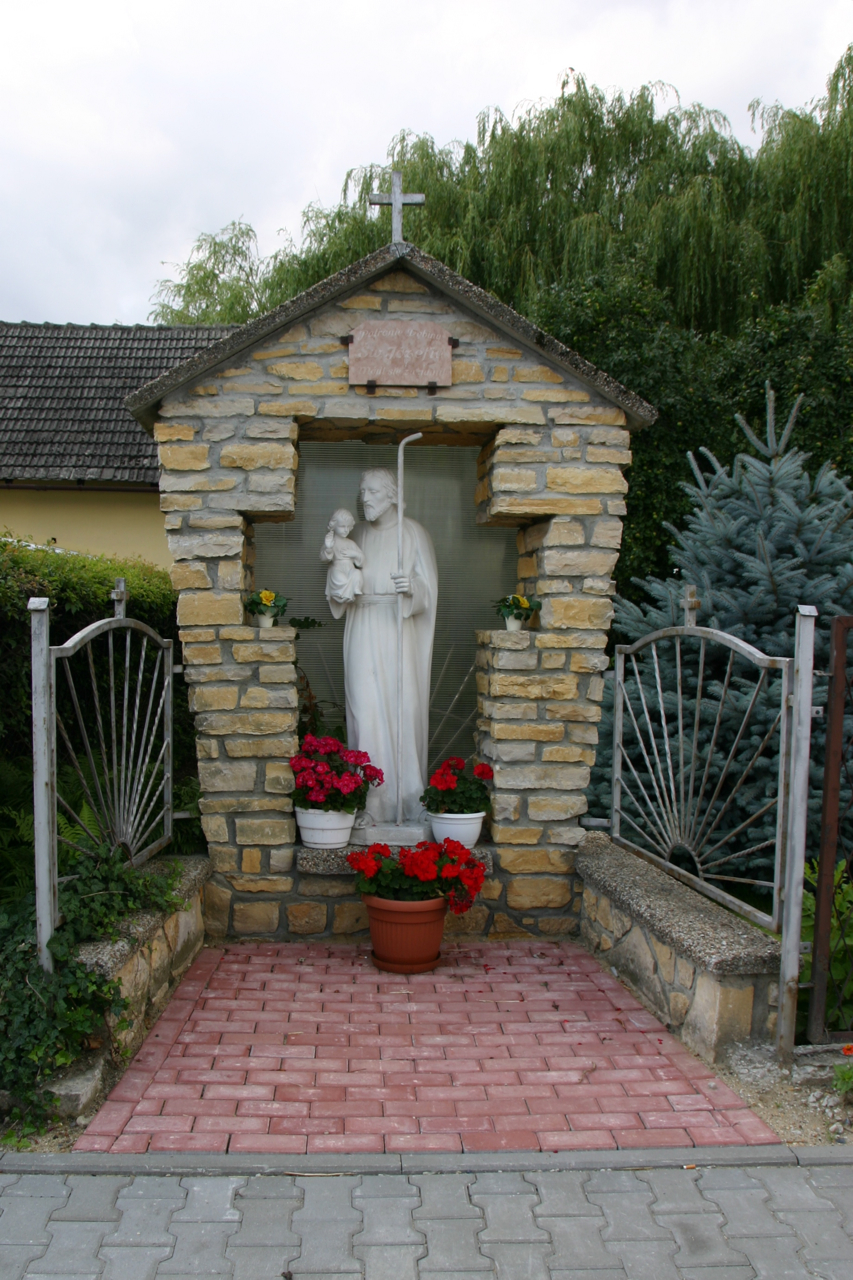
Kapliczka

Katolicy z Dębiny należą do parafii Nawiedzenia Najświętszej Maryi Panny w Łączniku (dekanat Biała).

## Sport
11 lipca 2012 oraz 1 sierpnia 2023 przez Dębinę przebiegała trasa wyścigu Tour de Pologne.

## Turystyka
Na gruntach wsi Dębina i Łącznik znajduje się sztuczny zbiornik wodny Zielona Zatoka, utworzony w wyniku zalania dawnego wyrobiska kruszywa. Na bazie akwenu powstał agroturystyczny kompleks rekreacyjno-wypoczynkowy z bazą noclegową, kąpieliskiem z plażą, wypożyczalnią sprzętu pływającego, łowiskiem i smażalnią ryb. Centrum Rekreacyjne „Zielona Zatoka” stanowi jedną z głównych atrakcji turystycznych powiatu prudnickiego.
12 lipca 2010, w ramach organizowanego w Prudniku VI Europejskiego Tygodnia Turystyki Rowerowej, w którym wzięli udział rowerzyści z całej Europy, przez Dębinę prowadziła trasa „Szlakiem Pielgrzyma”.

### Szlaki turystyczne
Przez Dębinę prowadzą szlaki turystyczne:
- Biała – Moszna (10 km): Biała – Krobusz – Dębina – Moszna[45]
- Biała – Dębina – Łącznik (9,2 km)[46]
- Szlakiem zabytkowych kościołów (9,12 km): Prężyna – Biała – Śmicz – Miłowice – Kolnowice – Otoki – Ligota Bialska – Krobusz – Dębina – Łącznik – Mokra – Żabnik – Gostomia – Solec – Olbrachcice[47]

## Bezpieczeństwo
Miejscowość jest pod opieką dzielnicowego rejonu służbowego nr 15 Komendy Powiatowej Policji w Prudniku (Posterunek Policji w Białej).
Teren wsi, jak i całej gminy Biała, położony jest w strefie nadgranicznej w związku z czym Straż Graniczna dysponuje, na tym obszarze, specjalnymi kompetencjami w zakresie bezpieczeństwa. Gminę Biała obejmuje zasięgiem służbowym placówka Straży Granicznej w Opolu ze Śląskiego Oddziału SG.